# ブレスト中央駅
ブレスト中央駅（Брест-Центральный, Brest Zentralny）はベラルーシのブレスト（旧ブレスト・リトフスク）にある鉄道駅。

## 概要
ポーランド国境に近い駅であり、ドイツやポーランドからベラルーシやロシアを結ぶ列車が同駅に停車する。ポーランド以西の線路が標準軌（1,435mm）、ベラルーシ以東の線路が広軌（1,520mm）であるため、同駅に長時間停車して車輪幅を調整する。ポーランドのワルシャワや、国内の首都ミンスクまで約4時間半程度。モスクワまで夜行列車が通じている。南下してウクライナに入る列車も走行する。このブレスト中央駅からウラジオストク駅・ハサン駅まで1万キロ以上もエレクトリーチカとロシア客車が活動している。またポーランド以西の標準軌の鉄道路線は駅ホームの有効長が短いため、当駅で列車の増解結も行われている。
同駅のホームの横にクリニックが備え付けられている。

## 写真

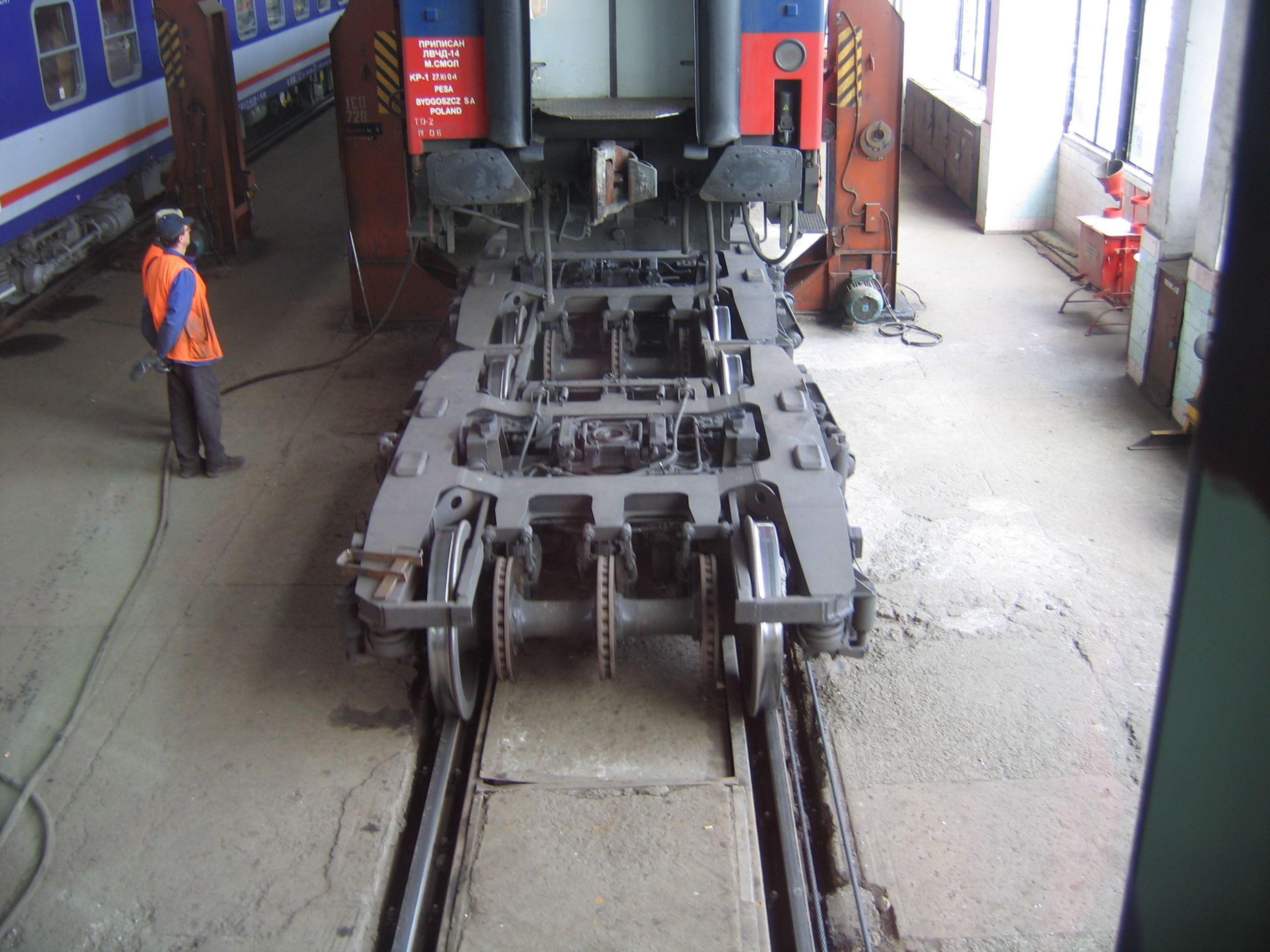
車輪幅の調整
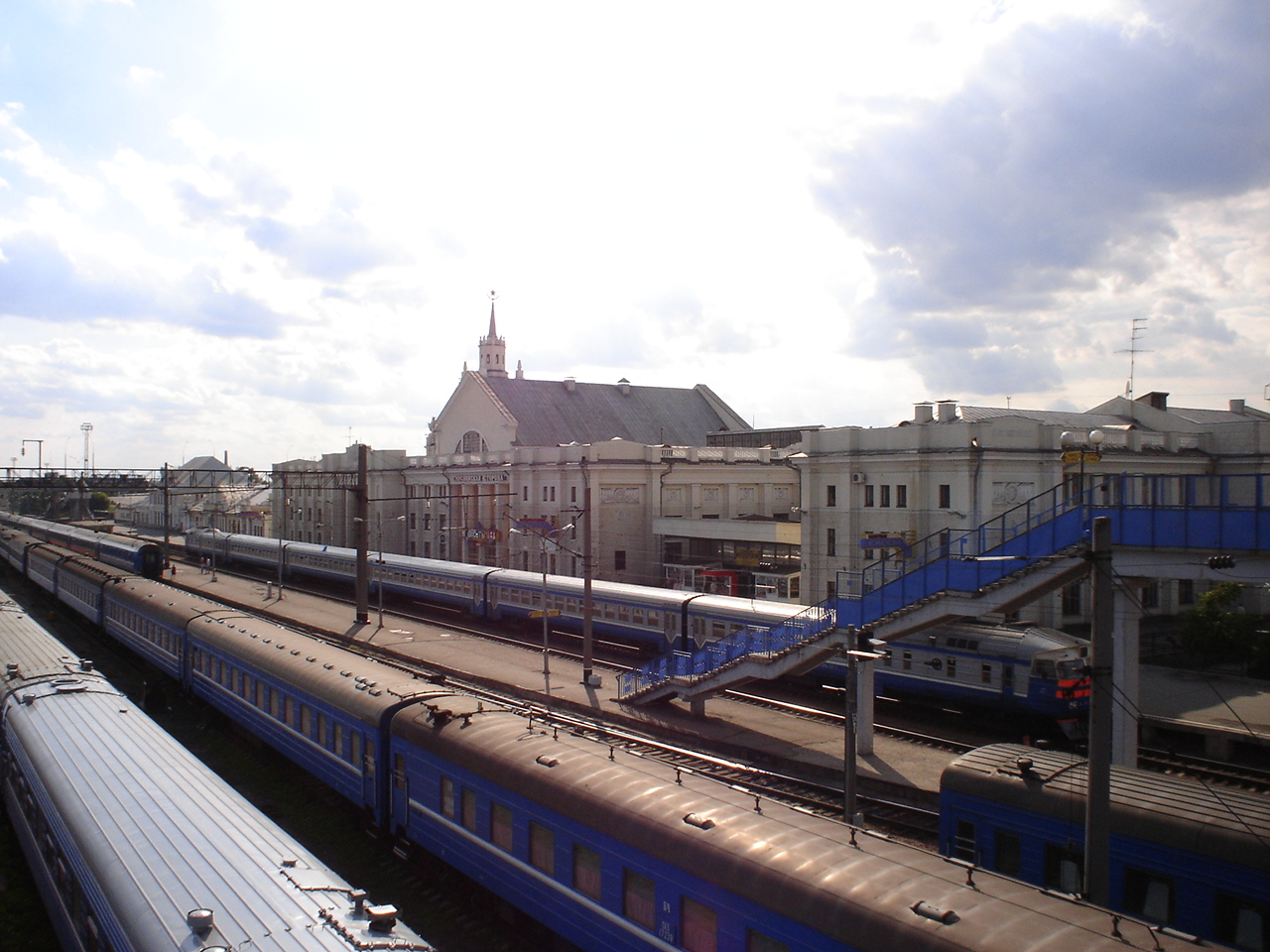
ブレスト中央駅のホーム

## 隣の駅
ベラルーシ鉄道
ミンスク・ブレスト鉄道
ブレスト東駅 - ブレスト中央駅 - （国境） - テレスポル駅